# Bothrocara hollandi
Bothrocara hollandi es una especie de pez de la familia de los Zoarcidae en el orden de los perciformes.

## Morfología
Los machos pueden llegar a alcanzar los 31,8 cm de longitud total.

## Hábitat
Es un pez de mar y de aguas profundas.

## Distribución geográfica
Se encuentra en el Mar del Japón y al este del Mar Amarillo.

## Observaciones
Es inofensivo para los humanos. 